# Внешняя политика Болгарии
Республика Болгария ведёт внешнюю политику в соответствии с основными долгосрочными целями болгарского государства и общества. Внешняя ориентация Болгарии в большинстве случаев совпадает с основными направлениями европейской и североатлантической политики.
Болгария является членом Европейского союза (1 января 2007 год), НАТО (20 апреля 2004 год), Всемирной торговой организации (1 декабря 1996 год) и Организации Объединённых Наций (14 декабря 1955 год).
1 августа 1975 года Республика Болгария подписала
Заключительный акт ОБСЕ в Хельсинки и стала одним из 35-и основателей Организации по безопасности и сотрудничеству в Европе. В 2004 году Республика Болгария была председателем ОБСЕ.
20 октября 1885 года Международный комитет Красного Креста официально признал Болгарское общество Красного Креста, а с 1948 года Болгария является членом Всемирной организации здравоохранения.

## Общая внешняя политика Болгарии
В 2008 году Республика Болгария обязалась работать для достижения Целей развития тысячелетия.
1 января 2007 года Республика Болгария подписала Шенгенское соглашение об отмене паспортного и таможенного контроля для граждан Европейского союза, но болгарские граждане все ещё остаются вне «Шенгенской зоны». Полноправное вступление Болгарии в «Шенгенскую зону» предвидится 27 марта 2011 года.
В 2007 году Республика Болгария присоединилась к «Группе друзей» Альянса цивилизации. Своим участием в этой группе Болгария оказывает содействие развитию регионального сотрудничества по вопросам межкультурного диалога.
В 1996 году Республика Болгария подписала Вассенаарские соглашения, которые предусматривают добровольный обмен информацией между странами-участниками в отношении поставок или отказа в поставках в третьи страны товаров и технологий «двойного применения», указанных в прилагаемых к соглашению списках.
Болгария подписала Договор о нераспространении ядерного оружия и является членом Группы ядерных поставщиков и Комитета Цангера.

## Региональная внешняя политика Болгарии
7 июля 1996 года в болгарской столице Софии на встрече министров иностранных дел стран Юго-Восточной Европы было решено развивать сотрудничество между участниками в четырёх областях:
- укрепление стабильности и безопасности добрососедских отношений и их дальнейшее развитие;
- экономическое развитие;
- гуманитарные, социальные и культурные вопросы;
- правосудие, борьба с организованной преступностью, терроризмом, незаконным трафиком людей, наркотиков и оружия.

Эта инициатива утвердилась как Процесс сотрудничества в Юго-Восточной Европе, чьим первым председателем (2007—2008) была Республика Болгария. Последующие председатели инициативы стали Молдова (2008—2009), Турция (2009—2010) и Черногория (нынешний председатель).
С июня 1992 года Республика Болгария является наблюдателем в Центрально-Европейской инициативе, а с 1 июня 1996 года — её полноправным членом. В рамках ЦЕИ Республика Болгария работает для развития сотрудничества между странами Центральной, Юго-восточной и Восточной Европы и оказывает содействие остальным странам-членам ЦЕИ для подготовки к присоединению к Европейскому союзу.
Болгария является членом Организации черноморского экономического сотрудничества, а с 1 ноября 2009 года по 31 мая 2010 года была её председателем.

## Российско-болгарские отношения
В 2008 году Болгария получила российский кредит на достройку АЭС «Белене», которую она строила с 1987 по 2005 год. Однако в 2012 году возведение станции было навсегда остановлено, готовое оборудование перевезли на действующую болгарскую АЭС, контракт с РФ был расторгнут. Строительство поддерживалось партией «Атака» и Болгарской социалистической партией. Основными политическими противниками проекта являются ГЕРБ, Союз демократических сил и Демократы за сильную Болгарию, а также «зелёные» партии в Болгарии.
17 июля 2010 года Болгария и Россия согласовали и подписали «дорожную карту» по строительству газопровода «Южный поток» — детальный график работ по технико-экономическому обоснованию проекта с указанием конкретных сроков их исполнения. Церемония состоялась в правительственной резиденции «Евксиноград». 13 ноября 2010 года глава «Газпрома» Алексей Миллер и исполнительный директор ЕАД «Болгарский энергетический холдинг» Мая Христова, в присутствии председателя правительства РФ Владимира Путина и главы совета министров республики Болгарии Бойко Борисова, подписали соглашение и устав совместной проектной компании «South Stream Bulgaria AD», создаваемой для реализации проекта строительства газопровода «Южный поток» на территории Болгарии.
Сразу после договорённости от 17 июля 2010 года посол США в Болгарии Джеймс Уорлик отправился с визитом к болгарскому министру экономики, энергетики и туризма Трайчо Трайкову и потребовал от него объяснить, «что делает болгарское правительство для диверсификации поставок энергоносителей и для уменьшения энергетической зависимости Болгарии от России». На этой встрече американский посол в очередной раз лоббировал участие Болгарии в проекте «Набукко» и предложил болгарскому министру энергетики участие американской фирмы «Шеврон Корпорейшн» в поиске газа на черноморском шельфе Болгарии.
18 августа 2014 года министр по экономике и энергетике технического правительства Болгарии Васил Штонов отправил в Болгарский энергетический холдинг письмо с распоряжением приостановить работы по проекту «Южный поток».
В начале февраля 2016 год парламент Болгарии отклонил предложение о возобновлении «Южного потока». До этого премьер страны Бойко Борисов анонсировал скорое возвращение к вопросу строительства газопровода.
Болгария участвовала в проекте построения нефтепровода «Трансбалканский трубопровод». Ныне болгарское участие в проекте прекращено 10 мая 2010 года решением премьер-министра страны Бойко Борисова. Бывший премьер-министр страны и нынешний председатель Болгарской социалистической партии Сергей Станишев оценил отношение правительства к Трансбалканскому трубопроводу как «вредное и убыточное для Болгарии» и тогда считал, что «позиция болгарского правительства формируется вне страны», поэтому продолжение участия Болгарии в этом проекте не исключено.